# Starokostiantyniv
Starokostiantyniv (em ucraniano:   Старокостянтинів; em polonês/polaco:   Starokonstantynów; em iídiche:  אלט-קאָנסטאַנטין) é uma cidade da Ucrânia, situada no Oblast de  Khmelnytski. Tem 40 km² de área e sua população em 2020 foi estimada em 34.455 habitantes.